# Псалом 41
Псалом 41 (або 42-й у масоретській нумерації) — 41 псалом із Книги псалмів, відомий своїм інципітом «Як лань прагне до водних потоків».
Псалом 41 — псалом-гімн, один з псалмів (41—48) присвячених потомкам Кораха (синам Кореєвим).
Псалом є регулярною частиною єврейських, католицьких та протестантських літургій, а також був часто покладений на музику, наприклад, такими композиторами як Джованні П'єрлуїджі да Палестрина, Гендель «Як лань прагне» та Мендельсон «Псалом 42».
У єврейській Біблії відкриває другу з п’яти книг (розділів) Псалмів.

Разом із наступним коротким 42 Псалмом (43-й у масоретській нумерації) складають смислову єдність, та імовірно раніше представляли собою єдину композицію - молитву вигнанця.

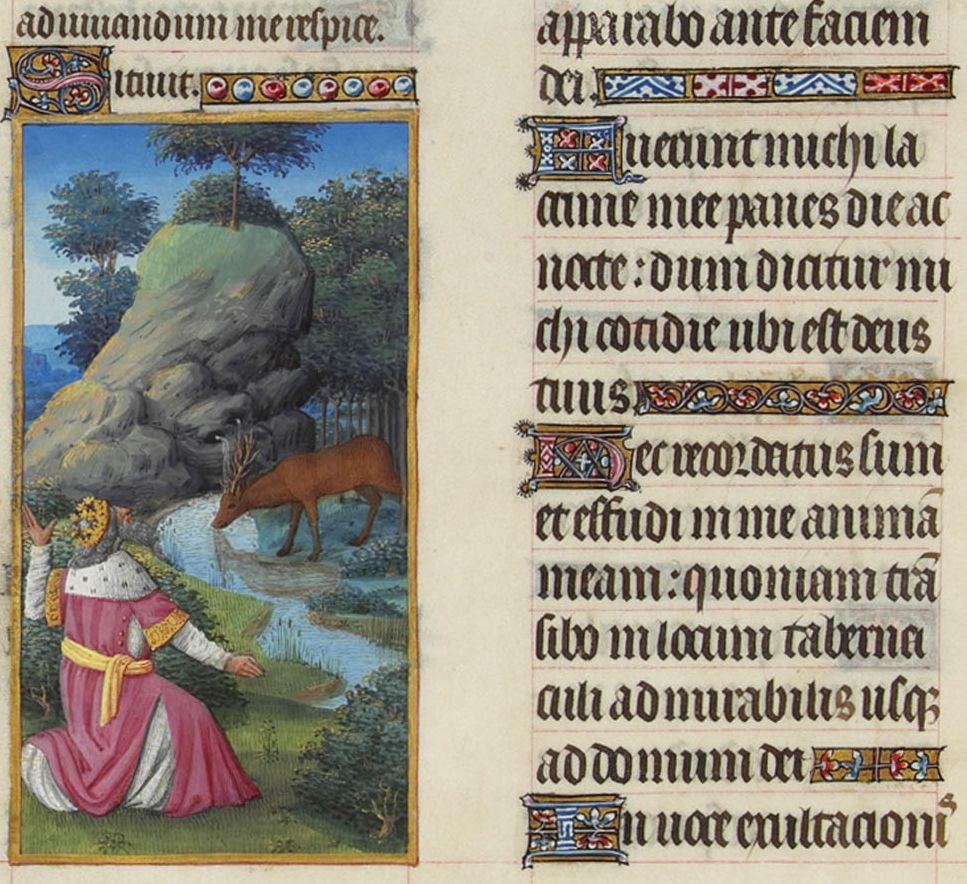
Розкішний часослов герцога Беррійського, Псалом 42
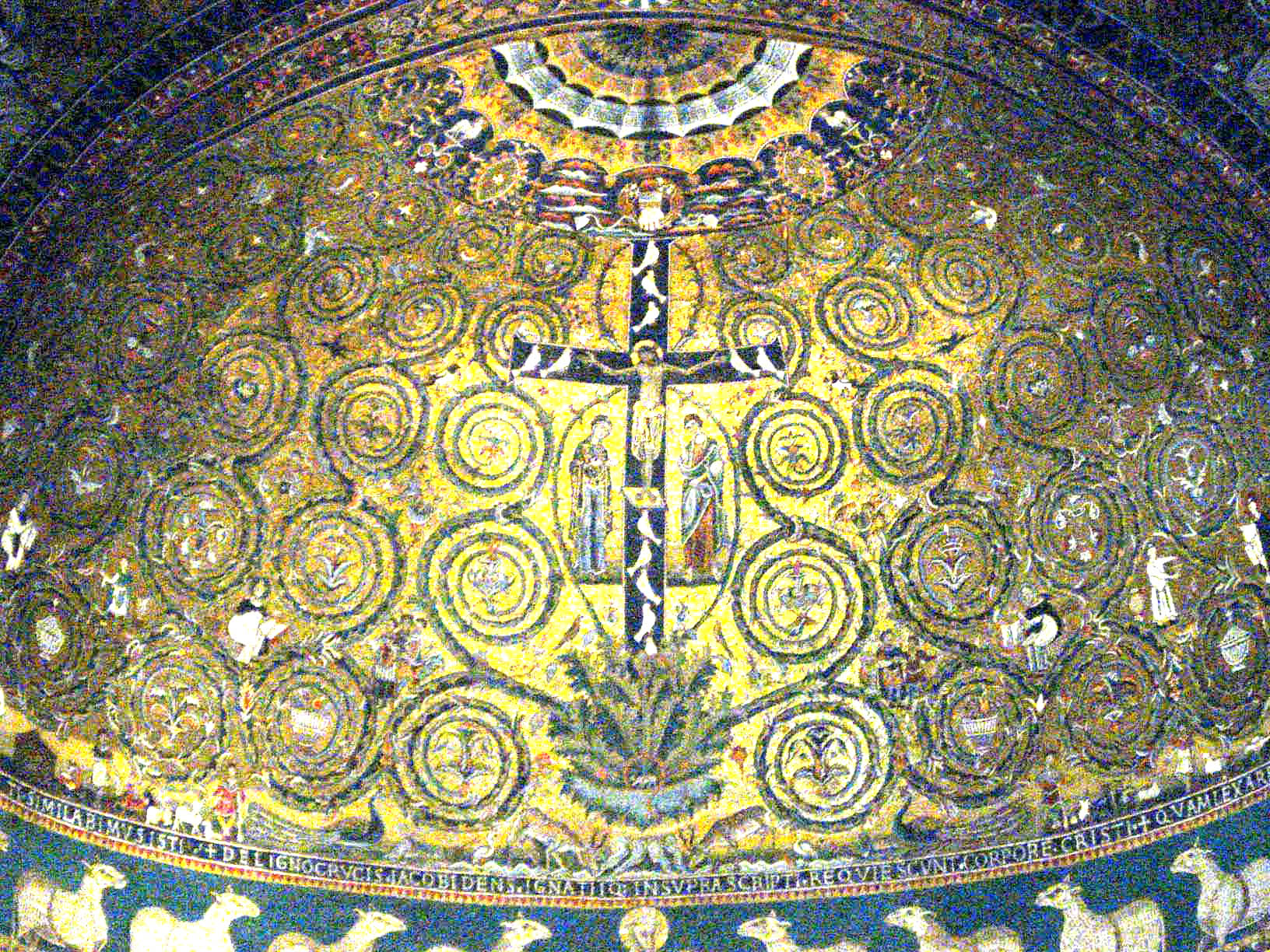
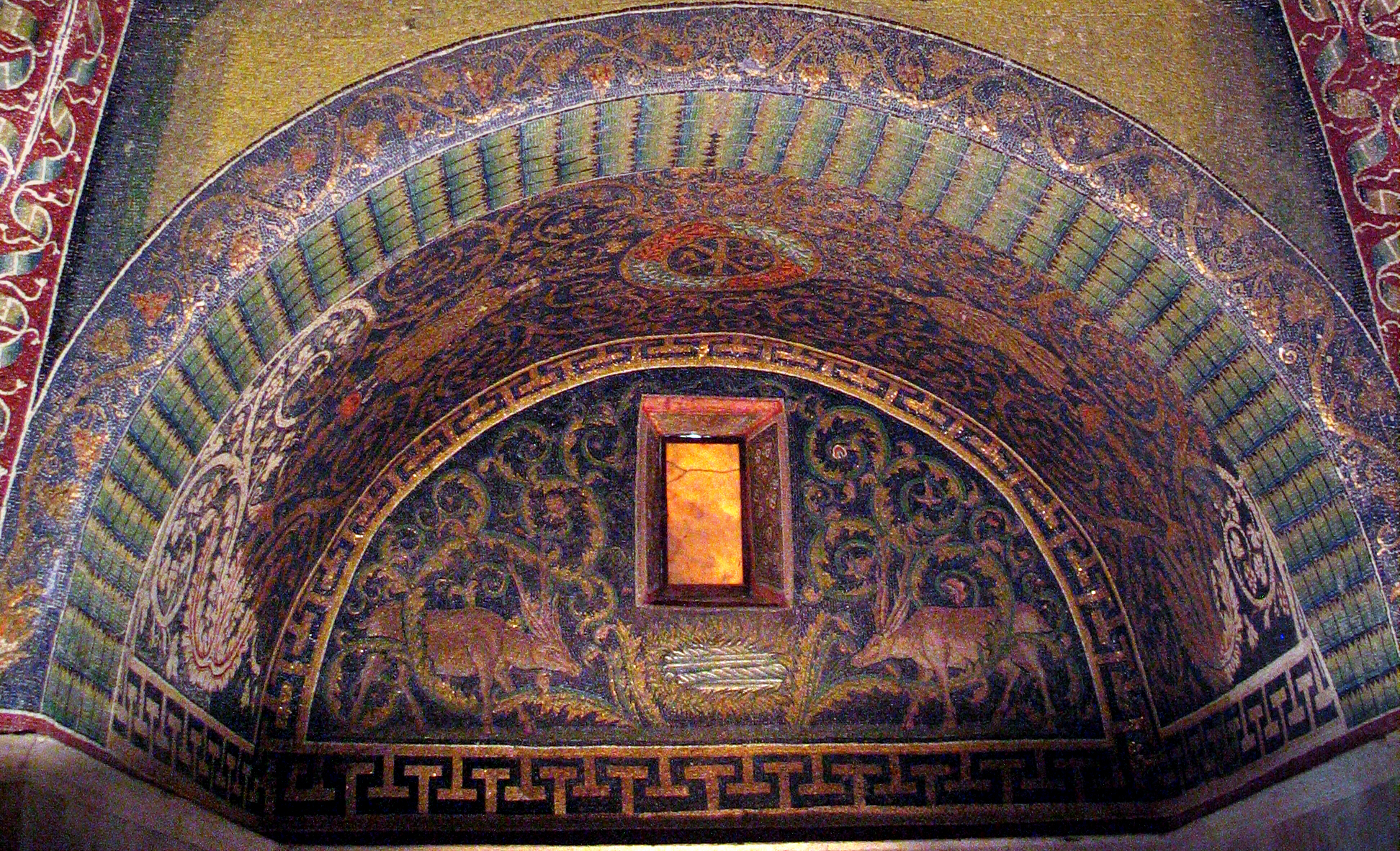
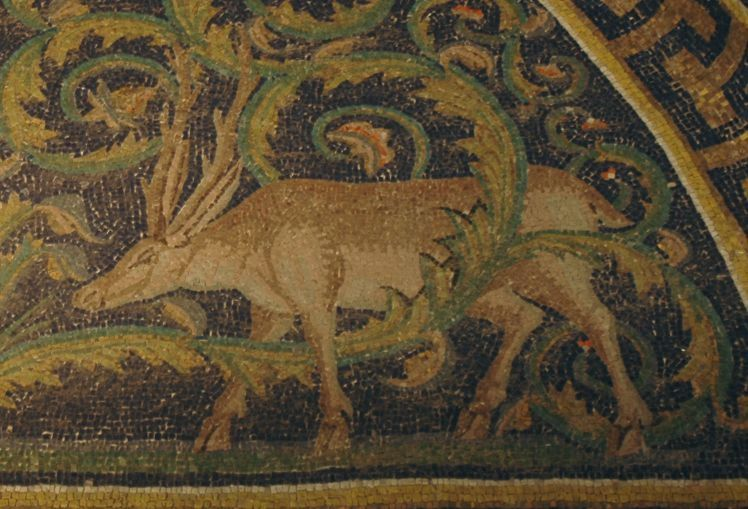
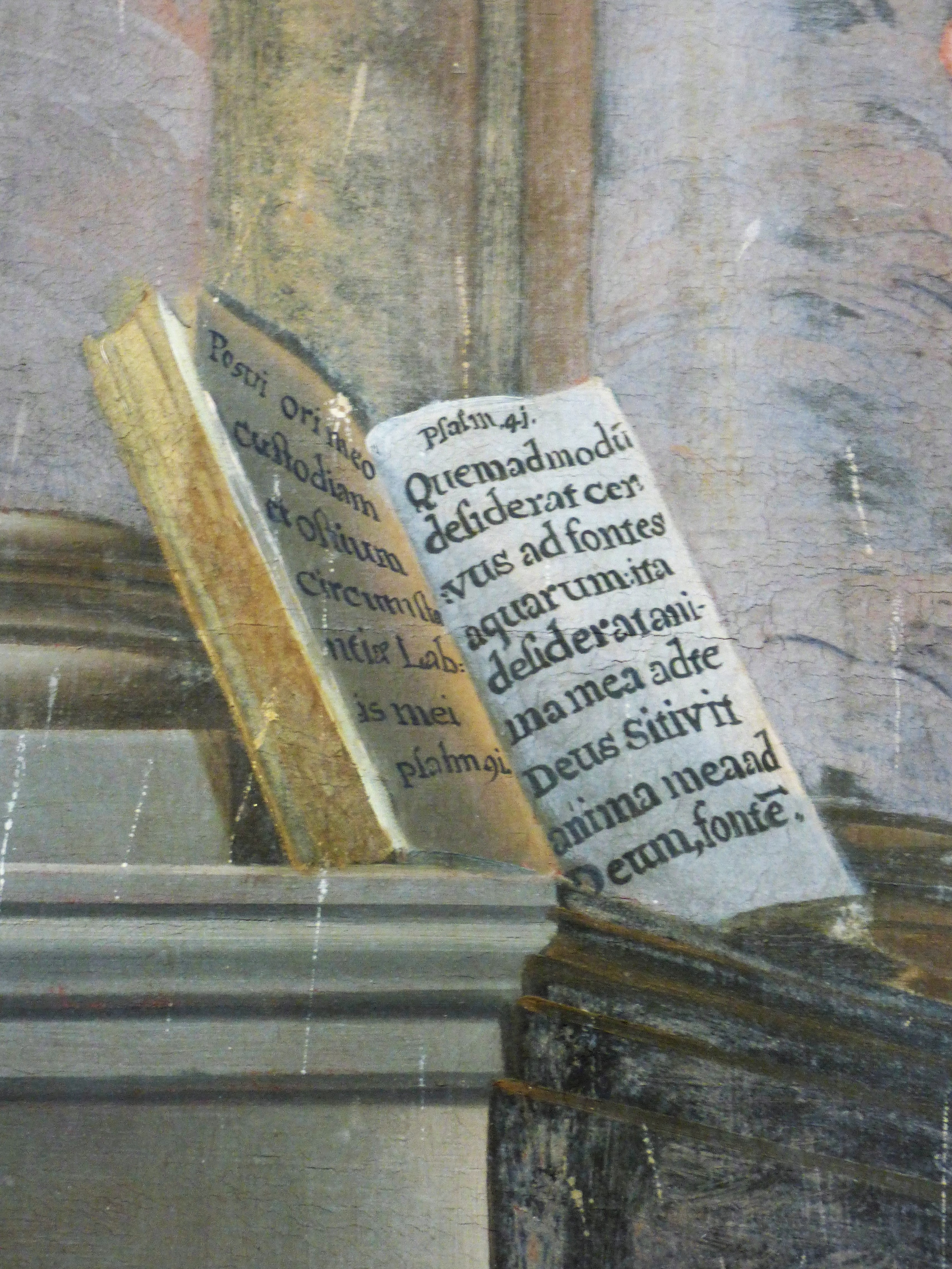

## Текст
| Вірш                                       | Гебрейська мова                                                                      | Давньогрецька мова (Септуаґінта) | Латинська мова (Вульгата) | Українська мова (Переклад Хоменка) |
| ------------------------------------------ | ------------------------------------------------------------------------------------ | --- | --- | --- |
| 1                                          | לַמְנַצֵּחַ, מַשְׂכִּיל לִבְנֵי-קֹרַח                                                                | Εἰς τὸ τέλος· εἰς σύνεσιν τοῖς υἱοῖς Κορε. | [In finem in intellectum filiis Core] | [Провідникові хору. Маскіл. Синів Кораха] |
| 2                                          | כְּאַיָּל, תַּעֲרֹג עַל-אֲפִיקֵי-מָיִם-- כֵּן נַפְשִׁי תַעֲרֹג אֵלֶיךָ אֱלֹהִים                                    | ῝Ον τρόπον ἐπιποθεῖ ἡ ἔλαφος ἐπὶ τὰς πηγὰς τῶν ὑδάτων, οὕτως ἐπιποθεῖ ἡ ψυχή μου πρὸς σέ, ὁ θεός.                                                                        | Quemadmodum desiderat cervus ad fontes aquarum ita desiderat anima mea ad te Deus                                                                                        | Як лань прагне до водних потоків — так душа моя прагне до тебе, Господи.                                                                           |
| 3                                          | צָמְאָה נַפְשִׁי, לֵאלֹהִים-- לְאֵל חָי:מָתַי אָבוֹא; וְאֵרָאֶה, פְּנֵי אֱלֹהִים                                | ἐδίψησεν ἡ ψυχή μου πρὸς τὸν θεὸν τὸν ζῶντα· πότε ἥξω καὶ ὀφθήσομαι τῷ προσώπῳ τοῦ θεοῦ;                                                                                 | Sitivit anima mea ad Deum fortem; vivum quando veniam et parebo ante faciem Dei                                                                                          | Душа моя жадає Бога, Бога живого, — коли бо прийду й побачу обличчя Боже?                                                                          |
| 4                                          | הָיְתָה-לִּי דִמְעָתִי לֶחֶם, יוֹמָם וָלָיְלָה;בֶּאֱמֹר אֵלַי כָּל-הַיּוֹם, אַיֵּה אֱלֹהֶיךָ                            | ἐγενήθη μοι τὰ δάκρυά μου ἄρτος ἡμέρας καὶ νυκτὸς ἐν τῷ λέγεσθαί μοι καθ᾽ ἑκάστην ἡμέραν Ποῦ ἐστιν ὁ θεός σου;                                                           | Fuerunt mihi lacrimae meae panis die ac nocte dum dicitur mihi cotidie ubi est Deus tuus                                                                                 | Сльози мої стали мені хлібом удень і вночі, коли день-у-день мені говорять: «Де Бог твій?»                                                         |
| 5                                          | אֵלֶּה אֶזְכְּרָה, וְאֶשְׁפְּכָה עָלַי נַפְשִׁי--כִּי אֶעֱבֹר בַּסָּךְ, אֶדַּדֵּם עַד-בֵּית אֱלֹהִים:בְּקוֹל-רִנָּה וְתוֹדָה; הָמוֹן חוֹגֵג | ταῦτα ἐμνήσθην καὶ ἐξέχεα ἐπ᾽ ἐμὲ τὴν ψυχήν μου, ὅτι διελεύσομαι ἐν τόπῳ σκηνῆς θαυμαστῆς ἕως τοῦ οἴκου τοῦ θεοῦ ἐν φωνῇ ἀγαλλιάσεως καὶ ἐξομολογήσεως ἤχου ἑορτάζοντος. | Haec recordatus sum et effudi in me animam meam quoniam transibo in loco tabernaculi admirabilis usque ad domum Dei in voce exultationis et confessionis sonus epulantis | Про це я згадую і душу виливаю над собою: як я йшов у громаді, йшов попереду них до дому Божого, посеред гуків радости й хвали, у гурті святковім. |
| 6                                          | מַה-תִּשְׁתּוֹחֲחִי, נַפְשִׁי-- וַתֶּהֱמִי עָלָי:הוֹחִלִי לֵאלֹהִים, כִּי-עוֹד אוֹדֶנּוּ-- יְשׁוּעוֹת פָּנָיו                | ἵνα τί περίλυπος εἶ, ψυχή, καὶ ἵνα τί συνταράσσεις με; ἔλπισον ἐπὶ τὸν θεόν, ὅτι ἐξομολογήσομαι αὐτῷ· σωτήριον τοῦ προσώπου μου ὁ θεός μου.                              | Quare tristis es anima mea et quare conturbas me spera in Deo quoniam confitebor illi salutare vultus mei                                                                | Чом побиваєшся, душе моя, і тривожишся у мені? Надійсь на Бога, бо я ще буду його прославляти, Спасителя обличчя мого і мого Бога.                 |
| 7                                          | אֱלֹהַי-- עָלַי, נַפְשִׁי תִשְׁתּוֹחָח:עַל-כֵּן--אֶזְכָּרְךָ, מֵאֶרֶץ יַרְדֵּן; וְחֶרְמוֹנִים, מֵהַר מִצְעָר                  | πρὸς ἐμαυτὸν ἡ ψυχή μου ἐταράχθη· διὰ τοῦτο μνησθήσομαί σου ἐκ γῆς Ιορδάνου καὶ Ερμωνιιμ, ἀπὸ ὄρους μικροῦ.                                                              | Deus meus ad me ipsum anima mea conturbata est propterea memor ero tui de terra Iordanis et Hermoniim a monte modico                                                     | Душа моя пригноблена в мені; тому я згадую тебе в землі Йордану і Хермону і з гори Міцар.                                                          |
| 8                                          | תְּהוֹם-אֶל-תְּהוֹם קוֹרֵא, לְקוֹל צִנּוֹרֶיךָ;כָּל-מִשְׁבָּרֶיךָ וְגַלֶּיךָ, עָלַי עָבָרוּ                             | ἄβυσσος ἄβυσσον ἐπικαλεῖται εἰς φωνὴν τῶν καταρρακτῶν σου, πάντες οἱ μετεωρισμοί σου καὶ τὰ κύματά σου ἐπ᾽ ἐμὲ διῆλθον.                                                  | abyssus ad; abyssum invocat in voce cataractarum tuarum omnia excelsa tua et fluctus tui super me transierunt                                                            | Безодня кличе до безодні під гуркіт твоїх водоспадів; усі твої буруни й хвилі хлинули на мене.                                                     |
| 9                                          | יוֹמָם, יְצַוֶּה יְהוָה חַסְדּוֹ, וּבַלַּיְלָה, שִׁירֹה עִמִּי--תְּפִלָּה, לְאֵל חַיָּי                                | ἡμέρας ἐντελεῖται κύριος τὸ ἔλεος αὐτοῦ, καὶ νυκτὸς ᾠδὴ παρ᾽ ἐμοί, προσευχὴ τῷ θεῷ τῆς ζωῆς μου.                                                                         | In die mandavit Dominus misericordiam suam et nocte canticum eius apud me oratio Deo vitae meae                                                                          | Удень хай Господь явить свою милість, вночі ж співатиму і славитиму Бога життя мого.                                                               |
| 10                                         | אוֹמְרָה, לְאֵל סַלְעִי-- לָמָה שְׁכַחְתָּנִי:לָמָּה-קֹדֵר אֵלֵךְ-- בְּלַחַץ אוֹיֵב                                 | ἐρῶ τῷ θεῷ ᾿Αντιλήμπτωρ μου εἶ· διὰ τί μου ἐπελάθου; ἵνα τί σκυθρωπάζων πορεύομαι ἐν τῷ ἐκθλίβειν τὸν ἐχθρόν μου;                                                        | Dicam Deo susceptor meus es quare oblitus es mei quare contristatus incedo dum adfligit me inimicus                                                                      | Кажу до Бога: «Скеле моя, чом мене забуваєш? Чому смутний ходжу я, ворогом прибитий?                                                               |
| 11                                         | בְּרֶצַח, בְּעַצְמוֹתַי-- חֵרְפוּנִי צוֹרְרָי;בְּאָמְרָם אֵלַי כָּל-הַיּוֹם, אַיֵּה אֱלֹהֶיךָ                            | ἐν τῷ καταθλάσαι τὰ ὀστᾶ μου ὠνείδισάν με οἱ θλίβοντές με ἐν τῷ λέγειν αὐτούς μοι καθ᾽ ἑκάστην ἡμέραν Ποῦ ἐστιν ὁ θεός σου;                                              | Dum confringuntur ossa mea exprobraverunt mihi qui tribulant me dum dicunt mihi per singulos dies ubi est Deus tuus                                                      | Кості тріщать у мене, а тут ще й вороги мої кепкують з мене, коли день-у-день до мене кажуть: Де ж Бог твій?»                                      |
| 12                                         | מַה-תִּשְׁתּוֹחֲחִי, נַפְשִׁי-- וּמַה-תֶּהֱמִי עָלָי:הוֹחִילִי לֵאלֹהִים, כִּי-עוֹד אוֹדֶנּוּ-- יְשׁוּעֹת פָּנַי, וֵאלֹהָי       | ἵνα τί περίλυπος εἶ, ψυχή, καὶ ἵνα τί συνταράσσεις με; ἔλπισον ἐπὶ τὸν θεόν, ὅτι ἐξομολογήσομαι αὐτῷ· ἡ σωτηρία τοῦ προσώπου μου ὁ θεός μου.                             | Quare tristis es anima mea et quare conturbas me spera in Deum quoniam adhuc; confitebor illi salutare vultus mei et; Deus meus                                          | Чому пригноблена, душе моя, і тривожишся у мені? Надійсь на Бога, бо знову прославлятиму його, Спасителя обличчя мого та мого Бога.                |
| 42 Псалмом (43-й у масоретській нумерації) |                                                                                      | | | |
| 1                                          | שָׁפְטֵנִי אֱלֹהִים, וְרִיבָה רִיבִי-- מִגּוֹי לֹא-חָסִיד;מֵאִישׁ מִרְמָה וְעַוְלָה תְפַלְּטֵנִי                        | Ψαλμὸς τῷ Δαυιδ. Κρῖνόν με, ὁ θεός, καὶ δίκασον τὴν δίκην μου ἐξ ἔθνους οὐχ ὁσίου, ἀπὸ ἀνθρώπου ἀδίκου καὶ δολίου ῥῦσαί με.                                              | [Psalmus David] Judica me Deus et discerne causam meam de gente non sancta ab homine iniquo et doloso erue me                                                            | Обстань за мною, Боже; розсуди мою справу проти нечестивого народу; від чоловіка лукавого й несправедливого мене визволь.                          |
| 2                                          | כִּי-אַתָּה, אֱלֹהֵי מָעוּזִּי-- לָמָה זְנַחְתָּנִי:לָמָּה-קֹדֵר אֶתְהַלֵּךְ, בְּלַחַץ אוֹיֵב                             | ὅτι σὺ εἶ, ὁ θεός, κραταίωμά μου· ἵνα τί ἀπώσω με; καὶ ἵνα τί σκυθρωπάζων πορεύομαι ἐν τῷ ἐκθλίβειν τὸν ἐχθρόν μου;                                                      | Quia tu es Deus fortitudo mea quare me reppulisti quare tristis incedo dum adfligit me inimicus                                                                          | Бо ти, Боже, моя твердиня. Чому мене відкинув? Чому смутний ходжу я, ворогом прибитий?                                                             |
| 3                                          | שְׁלַח-אוֹרְךָ וַאֲמִתְּךָ, הֵמָּה יַנְחוּנִי;יְבִיאוּנִי אֶל-הַר-קָדְשְׁךָ, וְאֶל-מִשְׁכְּנוֹתֶיךָ                          | ἐξαπόστειλον τὸ φῶς σου καὶ τὴν ἀλήθειάν σου· αὐτά με ὡδήγησαν καὶ ἤγαγόν με εἰς ὄρος ἅγιόν σου καὶ εἰς τὰ σκηνώματά σου.                                                | Emitte lucem tuam et veritatem tuam ipsa me deduxerunt et adduxerunt in montem sanctum tuum et in tabernacula tua                                                        | Пошли світло твоє і твою правду: вони нехай мене ведуть і заберуть на святу гору твою й до твоїх наметів.                                          |
| 4                                          | וְאָבוֹאָה, אֶל-מִזְבַּח אֱלֹהִים-- אֶל-אֵל, שִׂמְחַת גִּילִי:וְאוֹדְךָ בְכִנּוֹר-- אֱלֹהִים אֱלֹהָי                    | καὶ εἰσελεύσομαι πρὸς τὸ θυσιαστήριον τοῦ θεοῦ πρὸς τὸν θεὸν τὸν εὐφραίνοντα τὴν νεότητά μου· ἐξομολογήσομαί σοι ἐν κιθάρᾳ, ὁ θεὸς ὁ θεός μου.                           | Et introibo ad altare Dei ad Deum qui laetificat iuventutem meam confitebor tibi in cithara Deus Deus meus                                                               | І я прийду до жертовника Бога, до Бога радости й веселости моєї, і прославлятиму тебе на гуслах, Боже, мій Боже!                                   |
| 5                                          | מַה-תִּשְׁתּוֹחֲחִי, נַפְשִׁי-- וּמַה-תֶּהֱמִי עָלָי:הוֹחִילִי לֵאלֹהִים, כִּי-עוֹד אוֹדֶנּוּ-- יְשׁוּעֹת פָּנַי, וֵאלֹהָי       | ἵνα τί περίλυπος εἶ, ψυχή, καὶ ἵνα τί συνταράσσεις με; ἔλπισον ἐπὶ τὸν θεόν, ὅτι ἐξομολογήσομαι αὐτῷ· σωτήριον τοῦ προσώπου μου ὁ θεός μου.                              | Quare tristis es anima mea et quare conturbas me spera in Deum quoniam adhuc; confitebor illi salutare vultus mei et; Deus meus                                          | Чом побиваєшся, душе моя, і тривожишся в мені? Надійсь на Бога, бо я ще буду його прославляти, Спасителя обличчя мого і мого Бога.                 |